# Cayo Julio Severo (cónsul sufecto)
Cayo o Gayo Julio Severo (en latín: Gaius Julius Severus) fue un senador romano que vivió entre finales del siglo I y mediados del siglo II y desarrolló su cursus honorum bajo Trajano, Adriano, y Antonino Pío. Fue cónsul sufecto en un año desconocido probablemente en el año 138.

## Orígenes familiares
Severo fue miembro de la antigua aristocracia de Asia Menor que persistió hasta la época romana. Afirmó haber descendido de la realeza celta y macedónica, especialmente de Atalo II, rey de Pergamo. Sin duda, era hijo de Gayo Julio Cuadrado  Baso cónsul sufecto en el año 105. Se sabe que tenía un hermano, Julio Amintiano, y también de que se casó con una noble llamada Claudia Aquila y con ella tuvo al menos un hijo, Gayo Julio Severo, cónsul ordinario en el año 155.

## Carrera política
Severo se destaca por haber ocupado cargos tanto en su natal Ancyra, la capital de la Galacia romana, como en el cursus honorum romano. A una edad temprana, ocupó los cargos de agoranoma, o supervisor del mercado, agonote; o supervisor de los juegos locales; y arconte de Ancyra. También fue flamen del Culto Imperial en Ancyra, donde demostró su generosidad al proporcionar de su propio bolsillo aceite a los habitantes de la ciudad, utilizando el dinero destinado a tal efecto al mantenimiento de los edificios públicos. Asimismo, su esposa, también sacerdotisa, daba sus propias muestras de generosidad. También demostró su generosidad y buena predisposición hacia el emperador, proporcionando provisiones para los soldados en el invierno de 113/114 cuando marcharon hacia la campaña contra los partos de Trajano, y nuevamente en el otoño de 117 cuando regresaron de la misma campaña. A cambio, el emperador Adriano, sucesor de Trajano, admitió a Severo en el Senado mediante una adlectio inter tribunicios con el rango de tribuno de la plebe; se sabe que pocas personas han sido incorporadas por Adriano, por lo que este fue un honor aún más prestigioso.
Su carrera como senador romano está registrada en una inscripción de su natal de Ancyra. Fue pretor, la siguiente magistratura después de tribuno de la plebe, probablemente alrededor del año 126. No mucho después, Adriano le nombró legado, o asistente, del gobernador proconsular de Asia; por lo general, el procónsul seleccionaba a su propio asistente, por lo que este es otro paso inusual del que Severo se benefició. Mireille Corbier sospecha que Adriano quería especialmente que él manejara algunos problemas espinosos de la administración de algunas de las ciudades de la provincia. Una inscripción encontrada en Dorylaeum da fe de su adjudicación del límite entre esa ciudad y una de sus ciudades vecinas; Corbier cree que la segunda ciudad fue Midaeum.
Severo fue nombrado entonces legatus o comandante de la Legio IV Scythica desde aproximadamente el año 130 al 132, estacionada en Siria; Corbier señala que su hijo homónimo sirvió como tribuno militar de esa legión bajo su mando. El evento más notable de su cargo fue que el gobernador de Siria, Cayo Quincio Certo Publicio Marcelo, fue llamado para asistir a la revuelta de Bar Kojba, lo que requería que Severo ocupara el puesto de gobernador de esta provincia estratégica.
Su mandato interino como gobernador debe haber sido exitoso, porque Severo estuvo constantemente al servicio imperial durante el resto de la década; esta estrecha secuencia de cargos hace que el año exacto en que ocupó cualquier magistratura sea controvertido. Fue gobernador de Acaya por el periodo 133/134. A continuación, Adriano lo eligió para gobernar Bitinia y Ponto, fecha que data del año 134 al 135 o 136. Corbier sospecha que sus deberes incluían los mismos que Plinio el Joven y Gayo Julio Cornuto Tértulo tenían: ordenar las finanzas de sus ciudades y de la provincia en general. Esto lo manejó con un éxito notable que le dio fama entre sus habitantes que aún se recordaban en la época de Dion Casio. Después de regresar a Roma desde esa provincia, Severo fue nombrado prefecto del aerarium Saturni; el tiempo que ocupó este cargo debe situarse entre su cargo de gobernador y su consulado sufecto, posiblemente desde el año 135 hasta el año 138. Ese mismo año Severo fue honrado con un consulado.
Su residencia en Roma se amplió con más nombramientos de Adriano. Primero fue Curator operum locarumque publicorum et aedium sacrarum ("supervisor de edificios públicos, lugares y construcciones sagradas") alrededor de 140. Por esta época fue admitido en el Colegio de Pontífices, el más prestigioso de los antiguos sacerdocios romanos. A esto le siguió un nombramiento como gobernador de Germania Inferior del año 142 al 145. Corbier señala que su hijo lo acompañó nuevamente, esta vez como comandante de la Legio XXX Ulpia Victrix.
Severo regresó a Roma a tiempo para participar en la selección de una de las dos provincias proconsulares, y recibió Asia como suya para gobernar entre los años 152/153. Corbier lo imagina en este punto sintiéndose como un exiliado, después de haber pasado tantos años lejos de su ancestral Asia Menor. Regresar a esta provincia, donde comenzó su carrera imperial unos 25 años antes, debe haber sido un evento de bienvenida. Aquí entró en conflicto con el orador griego Elio Arístides, quien había protestado que no podía cumplir con sus deberes cívicos debido a su enfermedad; a pesar de sus súplicas, Severo dictaminó que Arístides era igualmente responsable de cumplirlos.
En este punto, Severo desaparece los registros historiográficos. Probablemente murió poco después de dejar la provincia de Asia.